# 5260 Philvéron
5260 Philvéron eller 1989 RH är en asteroid i huvudbältet som upptäcktes den 2 september 1989 av den belgiske astronomen Eric W. Elst vid Haute-Provence-observatoriet. Den är uppkallad efter den franske astronomen Philippe Véron.
Asteroiden har en diameter på ungefär 6 kilometer och den tillhör asteroidgruppen Eunomia.